# Mohammed Abderrazak
Mohammed Abderrazak (àrab: محمد عبد الرزاق)  (Salé, 25 de març de 1925) és un exfutbolista marroquí de la dècada de 1950.
Destacà com a futbolista a França, on jugà a FC Sète, OGC Nice, Olympique Alès, entre d'altres clubs.